# 24sata
24sata je medijska kuća u Hrvatskoj. 
Prvo tiskano izdanje dnevnih novina 24sata lansirano je 2. ožujka 2005. godine. 24sata se brzo proširio na online platforme.24sata svojim je uredničkim konceptom na svim platformama usmjeren čitatelju te objedinjava najvažnije karakteristike suvremenih medija. 24sata je i najnagrađivanija medijska kuća u regiji.

## Povijest
Tvrtka 24sata d.o.o. (u početku Media-Ideja d.o.o.) osnovana je potkraj 2004. godine i pojavom na tržištu predstavlja potpuno novi koncept dnevnih novina i osvježava hrvatsko novinsko tržište. 2006. godine, 24sata su postale najčitanije hrvatske dnevne novine. Sljedeće godine prosjek prodaje svrstava ih u najprodavanije dnevne novine, što ostaju punih 14 godina za redom.
Nakon Matije Babića, 2005. godine uredništvo preuzima Boris Trupčević. Nakon tri i pol godine na funkciji glavnog urednika, tijekom kojih je prodana naklada novina utrostručena, a posjećenost web portala porasla šest puta, Boris Trupčević postaje urednikom svih izdanja Styrie u Hrvatskoj. Na mjestu glavnog urednika od 2009. do 2014. godine naslijedio ga je Renato Ivanuš, a nakon njega Goran Gavranović, aktualni glavni urednik.
U sklopu imidž kampanje 2007. godine brand postaje prepoznatljiv po sloganu „To je to što me zanima!“, a ova sintagma najbolje predočava sadržajnu prednost branda: pod geslom „brže, kraće, jasnije“ usmjerava se na direktnu i razumljivu komunikaciju s čitateljima te u tržišnoj utakmici nastoji biti najbrži.
Portal 24sata.hr početkom 2008. godine postaje jednim od najposjećenijih hrvatskih portala (izvor: gemiusAudience, srpanj 2008.), s 130.000 jedinstvenih posjetitelja dnevno.[nedostaje izvor] Nakon naglog rasta posjećenosti u lipnju 2013. godine, portal postaje vodeći na tržištu.[nedostaje izvor]
Postoje brojni noviteti koje je 24sata predstavio hrvatskom medijskom poslovanju, između ostalog redizajn portala 2007. godine koji je predstavio tada revolucionarni no-scroll koncept, a 2010. godine one-page koncept. Uz to, 2012. godine 24sata je lansirao prvi hrvatski mobilni news portal. m.24sata.hr, a 2010. godine i prvu news aplikaciju U 2020. godini 24sata je redizajnirao svoj portal na svim digitalnim platformama. Uz nove formate i funkcionalnost, 24sata prati geslo „brže, kraće, jasnije“.

### Web izdanje
Rezultati Gemius metrike u svibnju 2020. pokazuju da je portale 24sata čitalo 2.015.259 jedinstvenih korisnika uz 258.656.179 pregleda stranica.

### Tiskano izdanje
Na stvaranju sadržajnog i dizajnerskog koncepta sudjelovali su brojni stručnjaci, na čelu s Mariom Garciom, jednim od najpoznatijih dizajnera novinskih izdanja.
24sata su prve dnevne novine u Hrvatskoj koje uvode rubriku za vijesti koje šalju čitatelji (fotografije, videomaterijale i vlastite priče).

## Brandovi
missMAMA, missZDRAVA, missGASTRO, missBLOG, JoomBoos, Express, Astral, Enigmatika.

## Projekti i kampanje

### Ponos Hrvatske
24sata od 2005. godine dodjeljuje nagradu “Ponos Hrvatske” osobama koje su iskazale iznimnu hrabrost u teškim situacijama. Statua “Zajedno” dodjeljuje se pod visokim pokroviteljstvom predsjednika Republike Hrvatske.

### Digital Takeover
Inovativna edukacijska platforma pokrenuta je 2015. godine s ciljem transformacije hrvatske digitalne scene.  Digital Takeover prati „digital-first“ strategiju 24sata.

### Bolje obrazovanje, bolja Hrvatska
24sata od 2014. godine nizom aktivnosti potiče državne institucije za bolje obrazovanje i napredak hrvatskog društva. Platformu su podržali Ban Ki-Moon, bivši glavni tajnik UN-a, predsjednica Republike Hrvatske, finski veleposlanik, Ministarstvo rada i socijalne skrbi, Ministarstvo znanosti i obrazovanja.

### Nestali
Povodom 25. obljetnice pada grada Vukovara, 24sata je počeo objavljivati serijal “Nestali”.

### Anđeli
Zajedno s udrugom Anđeli, 24sata je tijekom 2006. godine pokrenuo akciju za donošenje zakona o statusu roditelja njegovatelja djece s invaliditetom.

### Chill & Grill
Putovanje svjetskom street food scenom uz mnoštvo aktivnosti i koncerata.

## Nagrade i priznanja
- Najbolja primjena native oglašavanja na globalnoj razini (1. mjesto u kategoriji "Best execution of Native Advertising", INMA Global Media Awards, 2020.)[14]
- Najbolji svjetski native studio s manje od 20 zaposlenika (zlato, Native	Advertising Awards, 2019)[15]
- Nagrada MIXX u kategoriji Best publisher Long-form Native (za kampanju #pinkypromiss, 2019.)[16]
- Najbolji svjetski native studio s manje od 20 zaposlenika (srebro, Native	Advertising Awards, 2018)[17]
- Najbolji europski content studio (Digiday Media Awards Europe, 2018)[18]
- Najinovativniji medijski projekt  – JoomBoos (INMA Global Media Awards, 2017)[19]
- Najbolja kampanja za dobrobit zajednice (3. mjesto, INMA Global Media Awards, 2017)[20]
- Najbolja medijska kuća u Europi u live streamingu na Facebooku (Digiday Awards Europe 2018)[21]
- Najbolje dizajnirane internetske stranice (WAN-IFRA, 2009)[22]

## Vanjske poveznice
- Službena stranica
- Njuškalo.hr
- Pixsell.hr